# 吉田東篁
吉田 東篁（よしだ とうこう、文化5年8月1日（1808年9月20日） - 明治8年（1875年）5月2日）は、日本の儒者。通称は悌蔵。諱は篤。号は東篁・蒙斎・江胡山人。字は士行。幼名は金一。隠居後は山守東篁と名乗る。福井藩儒。明道館教授。福井藩学問の開祖。著作に『東篁遺稿』（山口透編）がある。

## 経歴
文化5年（1808年）8月1日に、福井藩足軽・吉田金八の子として福井城下に生まれる。儒者の清田丹蔵にまなぶ。
私塾「東篁塾」を開き、鈴木主税・橋本左内・由利公正らを輩出した。ペリー来航時には水戸藩の藤田東湖ら尊皇攘夷派を訪ね、意見を交わす。安政2年（1855年）、藩主松平春嶽に抜擢され、藩校明道館の助教となる。
明治8年（1875年）5月2日に死去。享年68。墓所は福井市の東山墓苑。